# 돌연변이체

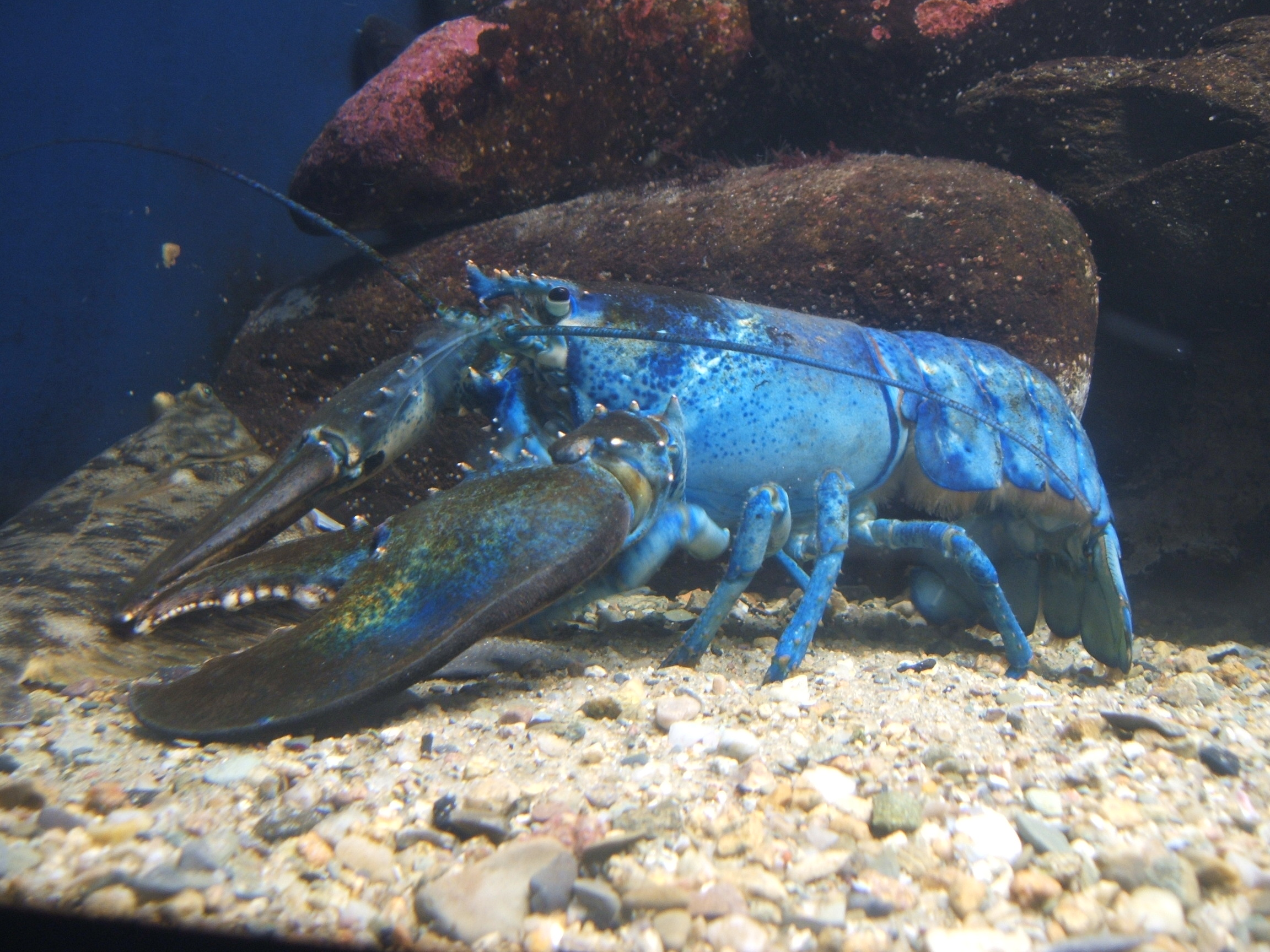
블루 랍스터는 돌연변이의 한 예이다.

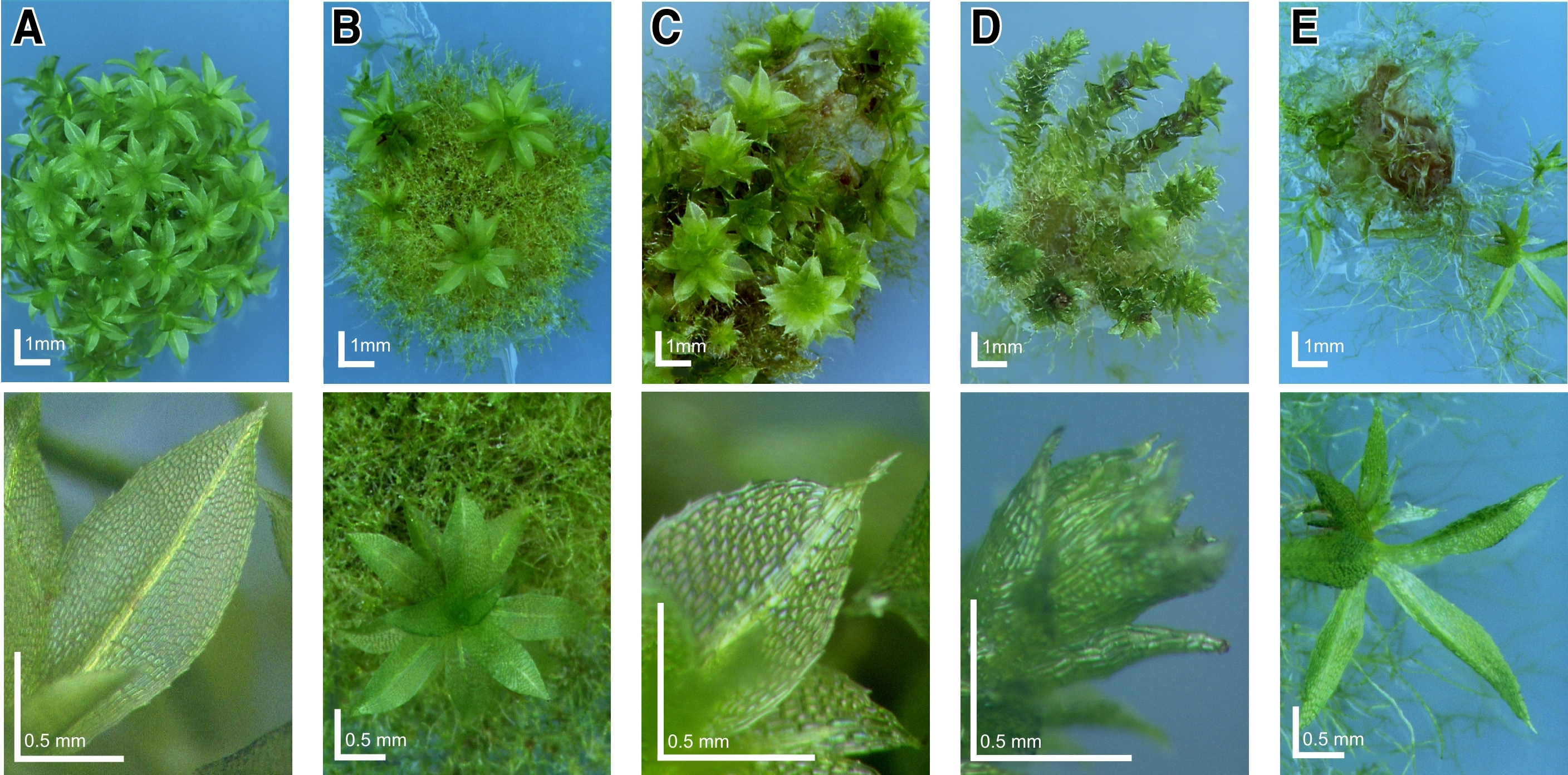
야생형 피스코미트렐라 파텐스(Physcomitrella patens)와 녹아웃 이끼: 유전자 파괴 라이브러리 형질전환체에서 유도된 변형 표현형. 피스코미트렐라 파텐스 야생형 및 형질전환된 식물을 최소 크놉 배지에서 생장시켜 배우자낭병의 분화 및 발생을 유도하였다. 각 식물체에 대해 개관(상단 행의 눈금 막대는 1 mm에 해당) 및 클로즈업(하단 행의 눈금 막대는 0.5 mm에 해당)이 표시되어 있다. A는 반수체 야생형 이끼로 잎이 많은 배우자낭병으로 완전히 덮여 있고, 야생형 잎을 클로즈업하였다. B~E는 다른 돌연변이체들이다.

돌연변이체(突然變異體, 영어: mutant)는 생물학, 특히 유전학에서 일반적으로 생물체의 게놈 또는 염색체의 DNA 염기서열이 바뀌어 일어나는 돌연변이의 결과로 인한 생물체 또는 새로운 유전적 특성을 의미한다. 표본에서는 자연적으로 관찰되지 않는 특성이다. 돌연변이체라는 용어는 게놈이 핵 게놈에 있는 뉴클레오타이드 서열이 변경된 바이러스에도 적용된다. 유전적 돌연변이의 자연 발생은 진화 과정에서 필수적이다. 돌연변이체의 연구는 생물학의 필수적인 부분이다. 유전자의 돌연변이가 미치는 영향을 이해함으로써 그 유전자의 정상적인 기능을 이해하는 것이 가능하다.

## 돌연변이에 의한 돌연변이체의 발생
돌연변이체는 DNA 복제 오류 또는 DNA 복구 오류의 결과로 기존의 게놈에서 일어나는 돌연변이에 의해 발생한다. DNA 복제 오류는 주형 가닥에서 손상된 염기를 만나거나 우회할 때 DNA 중합효소에 의한 DNA 복구를 포함하는 경우가 많다. DNA 손상은 가닥의 파손 또는 산화된 염기와 같은 DNA의 비정상적인 화학 구조인 반면, 돌연변이는 대조적으로 표준 염기쌍의 서열 변화이다. DNA 복구 오류는 복구 프로세스가 손상된 DNA 서열을 부정확하게 대체할 때 일어난다. DNA 복구 과정인 미세상동성 매개 말단 연결은 특히 오류가 일어나기 쉽다.

## 어원
모든 돌연변이가 눈에 띄는 표현형 효과를 갖는 것은 아니지만 "돌연변이체"라는 단어의 일반적인 사용법은 보통 경멸적인 뜻으로 사용되며 유전적으로 또는 표현형적으로 눈에 띄는 돌연변이에만 사용된다. 이전에 사람들은 비정상적인 표본을 지칭하기 위해 "스포츠(sport)" (스퍼트(spurt)와 관련됨)라는 단어를 사용했다. 과학적 용법은 더 광범위하며 야생형과는 다른 생물체를 가리킨다. 이 단어는 "변화하다(to change)"라는 의미의 라틴어 "mūtant- (mūtāns의 어간)"에서 그 기원을 찾을 수 있다.
돌연변이는 형태형성 중 오류로 인해 발생하는 발생 이상을 가지고 태어난 생물체와 혼동해서는 안된다. 발생 이상은 생물체의 DNA가 변하지 않고 이상이 자손에게 전달되지 않는다. 결합 쌍둥이(샴 쌍둥이)는 발생 이상의 결과이다.
발생 이상을 유발하는 화학 물질을 기형유발물질이라고 하며, 이 또한 돌연변이를 일으킬 수 있지만 발생에 미치는 영향은 돌연변이와 관련이 없다. 돌연변이를 유발하는 화학 물질을 돌연변이원이라고 한다. 대부분의 돌연변이원은 또한 발암물질로 간주된다.

## 후성유전적 변화
돌연변이는 몇 가지 공통된 특징을 공유하지만 후성유전적 변화와는 분명히 다르다. 둘 다 복제되어 후속 세포 세대로 전달될 수 있는 염색체 변화로 일어난다. 둘 다 유전자 내에서 일어날 때 유전자의 발현을 침묵시킬 수 있다. 돌연변이 세포 계통은 표준 염기 서열의 변화로 인해 발생하는 반면, 후성유전적으로 변화된 세포 계통은 표준 염기 서열을 유지하지만 후속 세포 세대로 전달될 수 있는 발현의 수준이 변경된 유전자 서열을 갖는다. 후성유전적 변화에는 유전자 프로모터의 CpG 부위의 메틸화와 특정 염색질 히스톤 변형이 포함된다. DNA 손상 부위에서 염색체의 잘못된 복구는 돌연변이 세포 계통 및 후성유전적으로 변화된 세포 계통 모두를 일으킬 수 있다.

## 같이 보기
- 진화
- 유전공학
- 유전자 변형 생물
- 창작물에서의 돌연변이
- 돌연변이설
- 합성치사
- 합성구조